# Socotrella dolichocnema
Socotrella dolichocnema är en oleanderväxtart som beskrevs av Peter Vincent Bruyns. Socotrella dolichocnema ingår i släktet Socotrella och familjen oleanderväxter. Inga underarter finns listade i Catalogue of Life.